# Horváth-Inczédy család
A széplaki és nagyváradi báró Horváth-Inczédy család egy 19. századból eredő, mára már kihalt magyar főnemesi család.

## Története
Tagjai eredetileg a Petrichevich-Horváth család tagjai voltak, így ők is a Mogorovich nemzetségből származnak. Petrichevich-Horváth Mihály 1821-ben elvesztette első feleségét, Kendeffy Krisztina grófnőt, így fiatal lévén másodszor is nősülni készült. Ezúttal Inczédy Mária bárónőt (1790–1868) választotta nejéül. Három gyermekük született, akik apjuk halála után nem sokkal, 1861. április 4-én bárói címet kaptak a Horváth-Inczédy kettős névvel együtt. A család rövid életűnek bizonyult, ugyanis a Horváth-Inczédyeknek csak leánygyermekeik születtek, így 1941-ben a család utolsó tagja is elhunyt. Ma már csak leányági leszármazottaik élnek a Vetter von der Lilie és az Attems családok tagjai között.